# العلاقات الباكستانية الكولومبية
العلاقات الباكستانية الكولومبية هي العلاقات الثنائية التي تجمع بين باكستان وكولومبيا.

## مقارنة بين البلدين
هذه مقارنة عامة ومرجعية للدولتين:
| وجه المقارنة                                              | باكستان                     | كولومبيا        |
| --------------------------------------------------------- | --------------------------- | --------------- |
| المساحة (كم2)                                             | 881.91 ألف                  | 1.14 مليون      |
| عدد السكان (نسمة)                                         | 197.02 مليون                | 49.07 مليون     |
| الكثافة السكانية (ن./كم²)                                 | 223.4                       | 43.04           |
| العاصمة                                                   | إسلام آباد                  | بوغوتا          |
| اللغة الرسمية                                             | لغة إنجليزية، اللغة الأردية | اللغة الإسبانية |
| العملة                                                    | روبية باكستانية             | بيزو كولومبي    |
| الناتج المحلي الإجمالي (بليون دولار)                      | 304.95 مليار                | 309.19 مليار    |
| الناتج المحلي الإجمالي (تعادل القوة الشرائية) بليون دولار | 946.67 مليار                | 724.96 مليار    |
| الناتج المحلي الإجمالي الاسمي للفرد دولار أمريكي          | 1.43 ألف                    | 7.60 ألف        |
| الناتج المحلي الإجمالي للفرد دولار أمريكي                 | 4.81 ألف                    | 13.36 ألف       |
| مؤشر التنمية البشرية                                      | 0.538                       | 0.720           |
| رمز المكالمات الدولي                                      | +92                         | +57             |
| رمز الإنترنت                                              | .pk                         | .co             |
| المنطقة الزمنية                                           | ت ع م+05:00                 | 00              |

## منظمات دولية مشتركة
يشترك البلدان في عضوية مجموعة من المنظمات الدولية، منها:
| علم المنظمة | اسم المنظمة                               | تاريخ انضمام باكستان | تاريخ انضمام كولومبيا |
| ----------- | ----------------------------------------- | -------------------- | --------------------- |
|             | وكالة ضمان الاستثمار متعدد الأطراف        | 12 أبريل 1988        | 30 نوفمبر 1995        |
|             | منظمة الشرطة الجنائية الدولية             | ?                    | ?                     |
|             | منظمة حظر الأسلحة الكيميائية              | ?                    | ?                     |
|             | منظمة التجارة العالمية                    | ?                    | ?                     |
|             | الفريق المعني برصد الأرض                  | ?                    | ?                     |
|             | الأمم المتحدة                             | 30 سبتمبر 1947       | 5 نوفمبر 1945         |
|             | مؤسسة التمويل الدولية                     | 20 يوليو 1956        | 20 يوليو 1956         |
|             | يونسكو                                    | 14 سبتمبر 1949       | 31 أكتوبر 1947        |
|             | البنك الدولي للإنشاء والتعمير             | 11 يوليو 1950        | 24 ديسمبر 1946        |
|             | المنظمة الهيدروغرافية الدولية             | ?                    | ?                     |
|             | الاتحاد البريدي العالمي                   | ?                    | ?                     |
|             | المركز الدولي لتسوية المنازعات الاستشارية | 15 أكتوبر 1966       | 14 أغسطس 1997         |
|             | الاتحاد الدولي للاتصالات                  | 26 أغسطس 1947        | 25 أغسطس 1914         |

## وصلات خارجية
- موقع وزارة الخارجية الباكستانية
- موقع وزارة الخارجية الكولومبية